# Randall Bal
Randall Bal (Fair Oaks, 14 de Novembro de 1980) é um nadador dos Estados Unidos da América, que fez parte da equipa principal Norte-Americana e que participou nos Jogos Panamericanos de 2007.